# Élection à la direction des Libéraux-démocrates de 2006
 (septembre 2014).
Si vous disposez d'ouvrages ou d'articles de référence ou si vous connaissez des sites web de qualité traitant du thème abordé ici, merci de compléter l'article en donnant les références utiles à sa vérifiabilité et en les liant à la section « Notes et références ».
L'élection à la direction des Libéraux-démocrates de 2006 a eu lieu du 25 janvier au 2 mars 2006, pour élire le nouveau chef de file du parti. Il s'agissait d'un vote par correspondance, qui a été remporté au deuxième tour par Menzies Campbell. Celui-ci est resté chef du parti jusqu'en octobre 2007.
Charles Kennedy est critiqué car les élections générales de 2005 n'ont pas abouti à une forte progression des libéraux-démocrates alors qu'un certain nombre de personnalités du parti pensaient qu'il était possible de remporter de nombreux sièges en raison de l'impopularité des travaillistes depuis la guerre d'Irak et la "faiblesse" des conservateurs. Avec l'élection de David Cameron à la tête des conservateurs, Kennedy est critiqué par l'aile droite qui appelle à une modernisation du parti des libéraux-démocrates alors que Cameron place son parti plus au centre. Le chef du parti risquant également d'être confronté à la révélation de son problème d'alcoolisme à la télévision décide d'anticiper l'émission qui allait révéler l'information pour faire des aveux et annoncer qu'il va convoquer une élection à la direction où il se présentera pour regagner la confiance du parti. Cependant, les tensions sont encore plus fortes et 25 députés signent une déclaration invitant Kennedy a quitter son poste de chef du parti. Il annonce alors qu'il ne concourra pas pour le poste de chef du parti et démissionne immédiatement. Menzies Campbell devient chef par intérim puis celui-ci remporte l'élection et devient le nouveau chef.

## Résultats
| Candidat      | Candidat               | 1er tour | 1er tour | 2d tour | 2d tour |
| Candidat      | Candidat               | Voix     | %        | Voix    | %       |
| ------------- | ---------------------- | -------- | -------- | ------- | ------- |
|               | Menzies Campbell       | 23 264   | 44,7     | 29 697  | 57,1    |
|               | Chris Huhne            | 16 691   | 32,1     | 21 628  | 41,6    |
|               | Simon Hughes           | 12 081   | 23,2     | Éliminé | Éliminé |
|               | Voix non-transférables |          |          | 711     | 1,4     |
| Participation | Participation          | 52 036   | 72,2     |         |         |